# À la santé de l'homme sur la piste
À la santé de l'homme sur la piste (titre original : To the Man on the Trail) est une nouvelle américaine de Jack London publiée aux États-Unis en 1900.

## Historique
La nouvelle est publiée initialement dans le mensuel Overland Monthly de janvier 1899, avant d'être reprise dans le recueil The Son of the Wolf en 1900.

## Résumé
Pas de Noël sans punch : les hommes des campements et des pistes se sont retrouvés chez Malemute Kid. Le gobelet rempli, ils boivent à la santé de tous et de chacun et surtout « À la santé de l'homme qui parcourt la piste cette nuit ! Puissent ses chiens rester vaillants, sa nourriture lui suffire et ses allumettes ne jamais faillir ! »
Mais un traîneau s'arrête à côté de la cabane...

## Éditions

### éditions en anglais
- To the Man on the Trail, dans le Overland Monthly, janvier 1899.
- To the Man on the Trail, dans le recueil The Son of the Wolf, Boston, Houghton Mifflin Company, 1900.

### Traductions en français
- À la santé de l'homme sur la piste, traduit par François Specq, Gallimard, 2016[1].